# Daniel Belluscio
 Daniel Belluscio  (Cosquín, Córdoba, Argentina, 1912 - provincia de Córdoba, 1942) fue un actor de cine y teatro.

## Actividad profesional
Participó del elenco de la Comedia Nacional dirigida por Antonio Cunill Cabanellas en 1936, en la obra Locos de verano, de Gregorio de Laferrere. También actuó en Catalina la pequeña, junto a Luisa Vehil, Iris Marga, Alberto Candeau, Francisco Petrone y Arturo García Buhr.
En cine se destacó en tres filmes dirigidos por Carlos Borcosque: Alas de mi patria (1939), ...Y mañana serán hombres (1939) y Nosotros, los muchachos (1940).
Falleció por tuberculosis en 1942 en su provincia natal.

## Filmografía
Actor
- Nosotros, los muchachos   (1940)
- Huella   (1940)
- Alas de mi patria   (1939)
- ...Y mañana serán hombres   (1939) ...Luis Molina, "El Garufa"
- El Loco Serenata   (1939)...Puentecito
- Turbión   (1938